# Bruni Löbel
Brunhilde Melitta Löbel, detta Bruni (Chemnitz, 20 dicembre 1920 – Mühldorf am Inn, 27 settembre 2006), è stata un'attrice tedesca.
Attrice attiva in campo cinematografico (oltre che teatrale) tra la fine degli anni trenta e l'inizio degli anni sessanta e in seguito prevalentemente in campo televisivo, tra grande e piccolo schermo, apparve in circa 140 differenti produzioni , tra cui una quarantina di film per il cinema; tra i suoi ruoli più noti figurano quello di Elisabeth Schöninger nella serie televisiva Polizeiinspektion 1 e quello di Hertha Bieler Stolze nella serie televisiva La casa del guardaboschi.
Era la sorella della doppiatrice Margot Leonard e fu la moglie del cabarettista Gerhard Bronner e dell'attore Holger Hagen.

## Biografia

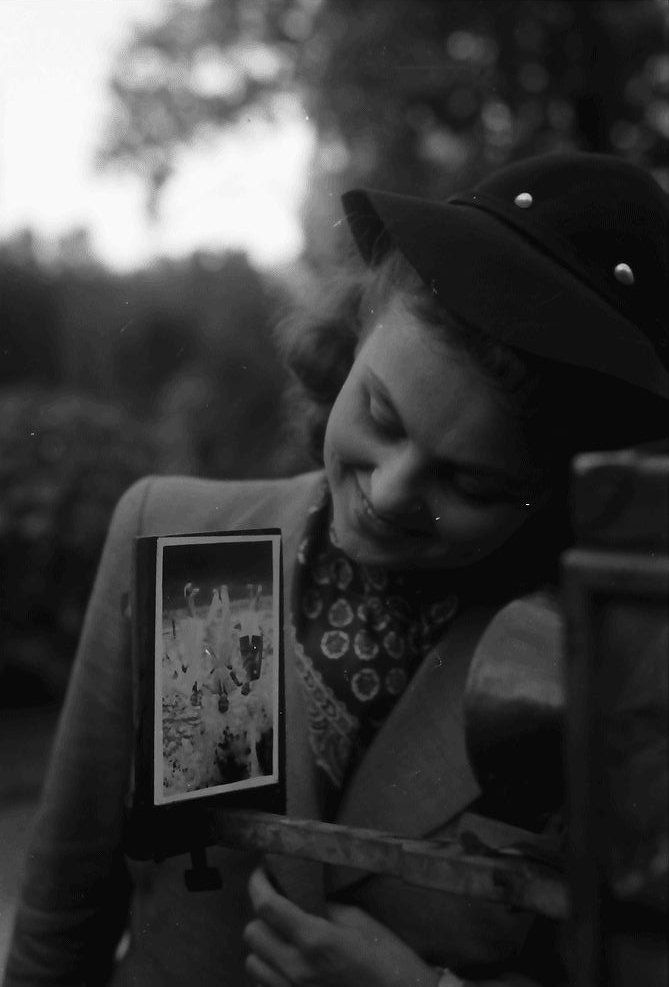
Bruni Löbel nel 1941

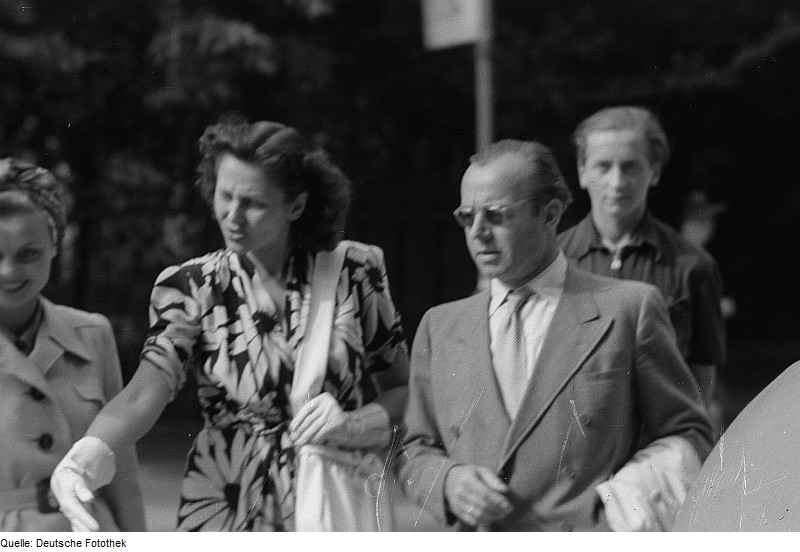
Bruni Löbel assieme ai colleghi Hertha Feiler e Heinz Rühmann

Brunhilde Melitta Löbel nasce a Chemnitz, in Sassonia, il 20 dicembre 1920 in una famiglia numerosa, di cui lei è la quartogenita.
Esordisce sul grande schermo nel 1939, recitando nel film, diretto da Ernst Martin, Heimatland.
Al termine della seconda guerra mondiale recita nei teatri di varie città, tra cui Amburgo, Berlino, Düsseldorf e Monaco di Baviera, al fianco di attori famosi quali Heinz Rühmann.
Nel 1955 sposa il cabarettista viennese Gerhard Bronner, dal quale divorzia quattro anni dopo.
Nel 1962 è protagonista del film Angeli o quasi, ruolo che le regala una notevole popolarità.
Nel 1973 è tra le guest-star di quello che è il primo episodio ad essere girato (poi trasmesso nel 1975 come primo episodio della seconda stagione) della serie televisiva L'ispettore Derrick, ovvero Pullman di mezzanotte (Mitternatachtbus), dove interpreta il ruolo della Sig.ra Jahn e nel 1977, entra nel cast della serie televisiva Polizeiinspektion 1, dove fino al 1988 interpreta il ruolo di Elisabeth Schöninger.
Nel 1980 si trasferisce assieme al marito Holger Hagen (che morirà nel 1996) in una casa di campagna di Ramering, nel comune di Rattenkirchen, in Alta Baviera.
Tra il 1983 e il 1988 partecipa a 10 episodi della serie televisiva Ho sposato tutta la famiglia, dove interpreta il ruolo della Sig.ra Rabe, e nel 1988 a 11 episodi della serie televisiva Lorentz e figli, dove recita nel ruolo della Sig.ra Ambramski.
In seguito, dal 1989, è nel cast della serie televisiva La casa del guardaboschi (Forsthaus Folkenau), dove interpreta sin dalla prima puntata e fino al 2006 (anno della sua morte) il ruolo di Herta Bieler Stolze.
Nel 2001 recita in 11 episodi della serie televisiva Jenny & Co., dove interpreta il ruolo di Nonna Charlotte.
Le sue ultime apparizioni sono nella soap opera Tempesta d'amore (Sturm der Liebe), dove per 11 episodi interpreta il ruolo di Almuth von Thalheim, e nei film TV Hilfe, die Familie kommt! e Das letzte Stück Himmel.
Muore in un ospedale di Mühldorf am Inn, in Baviera, il 27 settembre 2006, alla soglia degli 86 anni.

## Filmografia parziale

### Cinema
- Heimatland, regia di Ernst Martin (1939)
- Jungens, regia di Robert A. Stemmle (1941)
- Fronttheater, regia di Arthur Maria Rabenalt (1942)
- Campo di lino (Wenn die Sonne wieder scheint), regia di Bolesław Barlog (1943)
- Liebesbriefe, regia di Hans H. Zerlett (1944)
- Meine vier Jungens, regia di Günther Rittau (1944)
- Il bolide d'argento (Der große Preis), regia di Karl Anton (1944)
- Kein Platz für Liebe, regia di Hans Deppe (1947)
- Quax in Afrika, regia di Helmut Weiss (1947)
- Leckerbissen, regia di Werner Malbran (1948)
- Dreimal Komödie, regia di Viktor Tourjansky (1949)
- Krach im Hinterhaus, regia di Erich Kobler (1949)
- Man spielt nicht mit der Liebe, regia di Hans Deppe (1949)
- Absender unbekannt, regia di Ákos Ráthonyi (1950)
- La città assediata (The Big Lift), regia di George Seaton (1950)
- Mädchen mit Beziehungen, regia di Ákos Ráthonyi (1950)
- Nacht ohne Sünde, regia di Karl Georg Külb (1950)
- Engel im Abendkleid, regia di Ákos Ráthonyi (1951)
- Gangsterpremiere, regia di Curd Jürgens (1951)
- Vater braucht eine Frau, regia di Harald Braun (1952)
- Irene in Nöten, regia di E.W. Emo (1953)
- Drei, von denen man spricht, regia di Axel von Ambesser (1953)
- Die Stadt ist voller Geheimnisse, regia di Fritz Kortner (1955)
- Geliebte Feindin, regia di Rolf Hansen (1955)
- L'adorabile creatura (Vom Himmel gefallen), regia di John Brahm (1955)
- Das Liebesleben des schönen Franz, regia di Max Nosseck (1956)
- Der Pauker, regia di Axel von Ambesser (1958)
- Das schöne Abenteuer, regia di Kurt Hoffmann (1959)
- Angeli o quasi (Almost Angels), regia di Steve Previn (1962)
- Kurzer Prozeß, regia di Michael Kehlmann (1967)
- Pták Ohnivák, regia di Václav Vorlícek (1997)

### Televisione
- Hofloge - film TV (1954)
- Vater braucht eine Frau - film TV (1954)
- Venus im Licht - film TV (1960)
- Schwäbische Geschichten - serie TV, 1 episodio (1963)
- Philadelphia, ich bin da! - film TV (1967)
- Eine Frau ohne Bedeutung - film TV (1969)
- Juno und der Pfau - film TV (1969)
- Der Kommissar - serie TV, episodio 5x11 (1973)
- Hallo - Hotel Sacher ... Portier! - serie TV, episodio 2x04 (1974)
- Telerop 2009 - Es ist noch was zu retten - serie TV, episodio 1x07 (1974)
- L'ispettore Derrick - episodio 2x01, regia di Theodor Grädler (1975)
- Ein Fall für Sie! - Sonnenschein bis Mitternacht - film TV (1975)
- Spannagl & Sohn - serie TV, 13 episodi (1975-1976)
- Polizeiinspektion 1 - serie TV, 56 episodi (1977-1988)
- Unternehmen Rentnerkommune - serie TV, episodio 1x09 (1979)
- Timm Thaler - serie TV, 13 episodi (1979-1980)
- Leute wie du und ich - serie TV (1980)
- Il commissario Köster - serie TV, episodio 4x06 (1980)
- Ein Zug nach Manhattan - film TV (1981)
- Bring's mir bei, Céline! - film TV (1981)
- Wer den Schaden hat... - miniserie TV (1981)
- Cockpit - serie TV, episodio 1x02 (1981)
- La nave dei sogni - serie TV, episodio 1x01 (1981)
- Keine Angst vor Verwandten! - film TV (1981)
- Kalendergeschichten - serie TV (1983)
- Zwei schwarze Schafe (Geschichten aus Kalmüsel) - serie TV, episodio 1x04 (1983)
- Ho sposato tutta la famiglia - serie TV, 10 episodi (1983-1986)
- La clinica della Foresta Nera - serie TV, episodio … (1985)
- Lorentz e figli - serie TV, 11 episodi (1988)
- Berliner Weiße mit Schuß - serie TV, episodio 1x13 (1989)
- Die Wicherts von nebenan - serie TV, episodio 3x09 (1989)
- La casa del guardaboschi - serie TV, 222 episodi (1989-2006)
- Das größte Fest des Jahres - Weihnachten bei unseren Fernsehfamilien - film TV (1991)
- Mallorca - Liebe inbegriffen - film TV (1993)
- SOKO 5113 - serie TV, episodio 15x20 (1998)
- Jenny & Co. - serie TV, 12 episodi (2001)
- Un ciclone in convento - serie TV, episodi 1x11-1x13-3x07 (2002-2004)
- Schloßhotel Orth - serie TV, episodio 7x15 (2003)
- Tempesta d'amore - soap opera, 13 episodi (2006)
- Hilfe, die Familie kommt! - film TV (2007)
- Das letzte Stück Himmel - film TV (2007)

## Onorificenze
- Ordine al merito di Germania (1988)

## Doppiatrici italiane
- Gabriella Genta in La casa del guardaboschi[5]